# Berny Burke
Berny Thomas Burke Montiel (sinh ngày 16 tháng 3 năm 1996) là một cầu thủ bóng đá người Costa Rica thi đấu ở vị trí tiền vệ chạy cánh phải cho câu lạc bộ Bồ Đào Nha C.D. Santa Clara.

## Sự nghiệp câu lạc bộ
Burke khởi đầu sự nghiệp tại câu lạc bộ quê nhà Santos de Guápiles và ra mắt chuyên nghiệp vào ngày 23 tháng 4 năm 2014, trong trận đấu tại Costa Rican Primera División trước CF Universidad de Costa Rica.
Ngày 30 tháng 6 năm 2016, Burke ký hợp đồng 2 năm với C.D. Santa Clara.